# بريان جونسون (ممثل)
بريان جونسون (بالإنجليزية: Bryan Johnson) هو كاتب سيناريو ومخرج وممثل أمريكي، ولد في 6 ديسمبر 1967 في الولايات المتحدة.

## أعمال

### أفلام
- (1999) دوغما

## وصلات خارجية
- بريان جونسون على موقع IMDb (الإنجليزية)
- بريان جونسون على موقع ميوزك برينز (الإنجليزية)
- بريان جونسون على موقع أول موفي (الإنجليزية)
- بريان جونسون على موقع قاعدة بيانات الأفلام السويدية (السويدية)
- بريان جونسون على موقع ديسكوغز (الإنجليزية)
- بريان جونسون على موقع قاعدة بيانات الفيلم (الإنجليزية)
- بريان جونسون على موقع كينوبويسك (الروسية)